# Lotus 97T
La Lotus 97T è una vettura di Formula 1 con cui il team britannico affrontò la stagione 1985. I piloti furono il confermato Elio De Angelis e il nuovo Ayrton Senna.

## Specifiche tecniche
Utilizzano alcuni elementi derivati dalla Lotus 96T, vettura pensata per il campionato Indycar. L'innovazione principale è rappresentata dall'introduzione di una prima forma di paratie nella parte delle prese d'aria laterali.

## Stagione 1985
La vettura si dimostra molto competitiva soprattutto in prova e nella prima parte di stagione. Tra la seconda e la sesta gara conquista infatti cinque pole position consecutive (4 con Senna e una con De Angelis) e due vittorie, in Portogallo con Senna – la prima in carriera per il brasiliano – e a Imola con De Angelis.
La scarsa affidabilità e gli elevati consumi del motore Renault, tuttavia, penalizzano Senna che per ben sette gare dopo la vittoria in Portogallo non raccoglie punti; in particolare, il brasiliano rimane senza benzina (all'epoca limitata a 220 litri) a pochi giri dalla fine dei Gran Premi d'Imola e di Gran Bretagna, e in almeno altrettanti è costretto a rallentare per terminare la gara, rinunciando alla vittoria.
Nella parte centrale della stagione la vettura conquista però ancora dei podi, per poi chiudere con altre tre pole di Senna, e la vittoria del brasiliano in Belgio.
In totale la vettura raccoglie 71 punti, frutto di 3 vittorie, 2 secondi posti, 4 terzi, un quarto, 6 quinti e un sesto, facendo chiudere la scuderia al quarto posto nella classifica costruttori, a pari punti con la Williams, terza. La vettura coglie anche 3 giri veloci.